# らむれす
株式会社らむれすは、北海道札幌市西区および中央区の各一部地域を放送区域として超短波放送（FM放送）を営む特定地上基幹放送事業者。
三角山放送局（さんかくやまほうそうきょく）の愛称でコミュニティ放送を行っている。

## 概要
愛称の三角山放送局は西区周辺にそびえる三角山に由来している。呼出名称はさっぽろにしエフエムほうそう。
2005年（平成17年）4月1日からサイマルラジオに加盟している。また、2012年（平成24年）3月31日に開局したニセコ町のコミュニティ放送局ラジオニセコの運営にも参加している。

## 沿革
STVラジオでディレクターを務め、イベント会社を経営していた木原くみこが、企画したラジオ番組の企画が通らず落胆していたスタッフを見て放送局の起業を着想したことに始まる。
- 1996年夏 - STVラジオのディレクターだった木原くみこが、北海道電気通信監理局にコミュニティFM開設の交渉を開始[3]。
- 1997年[3]
  - 2月 - 札幌市西区でのコミュニティFM開局を決定。
  - 11月 - 免許申請書受理。
- 1998年[3]
  - 3月20日 - 試験放送開始、開局記者会見実施。
  - 4月1日 - 本放送開始、当初のスタジオは札幌市西区八軒1条4丁目。
  - 7月 - リスナーや地域住民の交流の場としてスタジオに併設して喫茶店「三角山カフェ」を開業。
  - 開局当初、市内にあったタワーレコード札幌ピヴォ店、プリヴィ店店長2名による番組が毎週金曜日生放送されていた。
  - ピヴォ店には専用コーナーも設置され、ゲストに矢井田瞳も出演するなどしていた。
- 1999年5月 - 出力を10Wから20Wに増力[3]
- 2001年5月 - ドラマ「清吉爺の昔話」がギャラクシー賞ラジオ選奨受賞[3]。
- 2003年6月 - 北海道神宮例祭に合わせ「北海道神宮フォークうたごえまつり」第一回開催[3]。
- 2005年4月 - 地域情報誌「三角山の友」（後に「マガジン762」に改題）創刊[3]。
- 2006年2月27日 - JR琴似駅そばの「レンガの館」に本社移転、2スタジオとバリアフリー対応の内装やユニバーサルデザイン対応の放送設備を備える[3]。送信アンテナをザ・サッポロタワー琴似屋上へ移設し、出力を20Wから15Wに減力。
- 2007年7月 - JR琴似駅旅行センター内にサテライトスタジオ設置[3]。
- 2008年
  - 4月1日 - 開局10周年、記念特番「いっしょに、ねっ!〜ありがとう10周年〜」を9時間生放送[3]。
  - 自動送出装置導入、木原くみこ代表が放送人グランプリ特別賞受賞[3]。
- 2009年1月24日 - NHKテレビ「ドキュメント にっぽんの現場」にて本局のドキュメントを放送[3]。
- 2010年 - iphone向けアプリ「i-コミュラジ」、動画配信サイト「ustream」での配信を開始[3][4]
- 2014年10月4日 - 障害者と健常者の混成による文化祭イベント「いっしょにね！文化祭」第一回開催[3]。
- 2018年7月22日 - 開局20周年を記念し「三角山放送局の夏祭り」イベント開催、8時間生放送を実施[3]。
- 2019年8月21日 - 当局の「ご近所Radio」とHBCラジオ「カーナビラジオ午後一番!」の同時生放送を実施[5]。
- 2021年7月21日 - 石屋製菓と業務提携、地域振興コンテンツの共同開発やYouTubeチャンネルの相互利用などで多角的な情報発信や地域振興事業を展開するとした[6]。

## 主な番組
出演者は、オーディションで選ばれた市民パーソナリティが中心であるが、取締役会長であった木原くみこ（1951年生- 2019年1月2日没）が、STVラジオで20年にわたって社員ディレクターを務めていたこともあり、在札民放局を退職したアナウンサーや、札幌で活躍するタレント、大学教授、文化人が出演者に多いのも他のコミュニティ放送局では見られない特徴といえる。
また、北海道日本ハムファイターズ選手が毎週レギュラー出演する、全道域民放テレビ・ラジオ局を含めて唯一の番組（ファイターズ金子誠の週刊マック）を始め、北海道コンサドーレ札幌、ノルディーア北海道、レバンガ北海道など、在札プロスポーツチームの選手がレギュラー出演する番組も放送している。
「伝えたいことのある人がマイクに座ること」「社会的少数者の声を切り捨てず積極的に発信していくこと」「放送で嘘をつかないこと」を指針として、開局当初より健常者だけではなく障害者もレギュラー出演者として起用。それに際して必要な放送機器も、北海道立工業試験場（現・北海道立総合研究機構 工業試験場）と開発を行い、局舎自体もバリアフリー化を実施。内閣府の「平成23年度バリアフリー・ユニバーサルデザイン推進功労者表彰」で、『内閣府特命担当大臣表彰　優良賞』を受賞

している。
前述のラジオニセコ開局に合わせ、平日の番組編成を2012年4月に大幅刷新。午前7・8時台の日替わり音楽番組は、ラジオニセコでも放送されている。また、生放送を午前9時からに繰り下げ。J1昇格に伴い、コンサドーレ札幌のアウェーゲーム実況中継は、土曜午後に試合実施時間に合わせての放送へと変更された。引き続き、月 - 土曜日は、当日放送分の時差再放送を夜間～早朝にかけて実施している（月 - 金曜 20:00 - 翌朝4:00、土曜 18:00 - 翌2:00）。

### 月曜日 - 金曜日
- DJ762（7:00 - 8:00／（再）17:00 - 18:00、8:00 - 9:00／（再）19:00 - 20:00）

1時間の音楽番組が日替わりで10番組並ぶ。2012年3月まで平日夕方帯に放送していた番組なども、当時間帯が初回放送時刻となる（週刊ジャズ日和、サーフィンラビットステーション＜山下達郎私設ファンクラブ札幌ヒューマンズネットの番組＞など）
ラジオニセコでも放送（当局7時台放送分＝ラジオニセコ同日14時台、8時台＝同日17時台）
- トークinクローゼット（9:00 - 11:30）

2012年3月までの平日朝ワイド「三角山モーニング」、午前ワイド「おはよう!ママゾネス」を集約した、平日午前ワイド
鎌スタ☆マニア（火曜 9:30 - 、協力 北海道日本ハムファイターズ）
ファイターズ金子誠の週刊マック（金曜 10:45 - 11:00）
西区まちづくり最前線（火曜 11:00 - 、提供：イオンモール札幌発寒）
ピンクリボンinSAPPORO（木曜 11:00 - 11:20）
- エッセイタイム（月 - 木曜 11:30 - 12:00）朗読グループ「四季の会」
- 苗穂ラジオステーション（第1・3金曜日 11:30 - 12:00、協力 札幌刑務所）
- Radio CONSADOLE（第2・4金曜日 11:30 - 12:00）
- コンサドーレGO WEST（月曜 12:00 - 13:00、協力 北海道コンサドーレ札幌）
- 耳をすませば（水曜 12:00 - 13:00）
- 三角山タウンボイス アナタが主役（月曜 - 水曜 13:00 - 15:00）

三角山シアター（演劇・映画）、あなたの西区、読書でラララ（久住邦晴：くすみ書房）、おはなしコロコロ
情報わっさむ（火曜日 14:00 - 14:10）
- にじいろスマイルラジオ（火曜 15:00 - 16:00）
- ご近所Radio（水曜 15:00 - 17:00）

Youth+ ラジオ部（水曜 16:00 - 16:30）
- モリマン・亜弓の数打ちゃ当たる OH MY ○○（ピー）GOD!（木曜 16:00 - 17:00）→モリマン・スキンヘッドカメラの数打ちゃ当たる OH MY ○○（ピー）GOD!（木曜 16:00 - 17:00）→種馬マン・スキンヘッドカメラの16時の3人（木曜 16:00 - 17:00）
- フライデー・スピーカーズ（金曜 15:00 - 17:00）

在札大学で教授を務める北郷裕美、遠藤乾（最終週）、当放送局局長の杉澤洋輝が週替わりでパーソナリティを務める時事番組。
- 喜瀬ひろしの青春演歌（月曜 18:00 - 19:00）

STVラジオとの共同制作 喜瀬ひろしがパーソナリティを務める演歌専門番組

### 土曜日
- 三角山リレーエッセイ

以下、出演者は基本的に週替わりでの担当
| 時間          | 番組名                                                         |
| ------------- | -------------------------------------------------------------- |
| 09:00 - 10:00 | 「さわやかサタデー」加藤さや香                                 |
| 09:00 - 10:00 | 「独立指南」遠藤美紀（月2回）                                  |
| 09:00 - 10:00 | 「風待ち、坂の途中」川南咲月                                   |
| 10:00 - 11:00 | 「アラメンテ音楽館」アラメンテ                                 |
| 10:00 - 11:00 | 「雑学の旅」佐藤栄一                                           |
| 10:00 - 11:00 | 「サヴァサヴァフレンチ」永野善広                               |
| 10:00 - 11:00 | 「裏レコードアワー」杉澤洋輝                                   |
| 11:00 - 12:00 | 「花よりダンゴ」志羅山美香                                     |
| 11:00 - 12:00 | 「アロハ!メレフラ」田中まゆみ・武田美幸・村元優子              |
| 11:00 - 12:00 | 「小径の小石」山田泰三                                         |
| 11:00 - 12:00 | 「夢遊園地」庄田佳也乃                                         |
| 11:00 - 12:00 | 「かりんずタイム」飯塚優子                                     |
| 12:00 - 13:00 | 「健康楽話」岡野谷純                                           |
| 12:00 - 13:00 | 「裏レコードアワー」杉澤洋輝                                   |
| 12:00 - 13:00 | 「サイバー塾」山本強                                           |
| 12:00 - 13:00 | 「自然栽培マルシェからこんにちは!」                            |
| 13:00 - 14:00 | 「DJ762 コレクションJ」高橋伸弘                                |
| 13:00 - 14:00 | 「はい！枝木です」枝木順子                                     |
| 13:00 - 14:00 | 「DJ762 サーフィンラビットステーション」札幌ヒューマンズネット |
| 13:00 - 14:00 | 「ALSのたわごと」米沢和也・佐藤美由紀                          |
| 14:00 - 15:00 | 「音楽通信」小山孝                                             |
| 14:00 - 15:00 | 「のぶさんのこころつなぐラジオ」佐藤伸博                       |
| 14:00 - 15:00 | 「ドイツ文学の森」筑和正格                                     |
| 14:00 - 15:00 | 「札チャレラジオ通信」札幌チャレンジド                         |
| 15:00 - 16:00 | 「雑学サイエンスカフェ」青木直史                               |
| 15:00 - 16:00 | 「音を頼りに、音便り」吉田重子                                 |
| 15:00 - 16:00 | 「花凪アワー～人と人とがつながって～」木村美和子               |
| 15:00 - 16:00 | 「サウンドシャッフル」P net's                                  |
| 16:00 - 17:00 | 「先生人語」丸山哲秀                                           |
| 17:00 - 18:00 | 「復活北海道」大山慎介（FMびゅー製作）                         |

- コンサドーレ札幌 アウェーゲーム実況生中継

実施日は試合時刻に合わせて放送（三角山リレーエッセイは、該当時間分は休止。なお、サイマルラジオでは配信されず、中継放送を行っている間は配信そのものが休止となる。）。

### 日曜日
- 音楽放送（コンサアウェイ戦以外、終日） ※毎月最終日曜日のみ 9:00 - 17:00 は「三角山ミュージック・スペシャル〜ベストプレイリスト」を放送